# Distrito de Miyako (Okinawa)
Miyako (宮古郡 Miyako-gun Miyako: Myāku Okinawense: Nāku) es un distrito ubicado en Okinawa, Japón.

## Ciudades y pueblos
- Tarama

## Historia
El 1 de octubre de 2005, Hirara, las ciudades de Irabu y Gusukube, y el pueblo de Ueno se unieron para formar la ciudad de Miyakojima. Las ciudades y el pueblo habían sido parte del distrito de Miyako.

## Transporte
El Aeropuerto de Tarama en Tarama sirve al distrito de Miyako.
- Datos: Q367648